# Fedora Commons
Pour les articles homonymes, voir Fedora (homonymie) et Commons.
Fedora Commons (pour Flexible Extensible Digital Object Repository Architecture) est un logiciel libre qui vise à gérer des bibliothèques numériques.